# José Malhoa

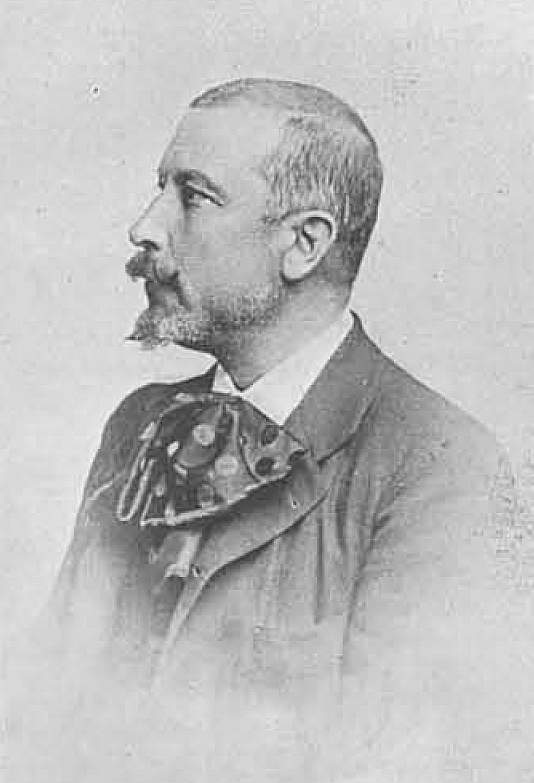
José Malhoa

José Vital Branco Malhoa, conegut com a José Malhoa, (Caldas da Rainha, Portugal, 28 d'abril de 1855 - Figueiró dos Vinhos, Portugal, 26 d'octubre de 1933) fou un pintor portuguès considerat un pioner del moviment artístic del naturalisme a Portugal estant integrat en el grup artístic de Leão. Amb només dotze anys, José Malhoa comença els seus estudis de belles arts a la Real Academia de Belas-Artes de Lisboa, destacant per les seves facultats i qualitat artística. Va realitzar nombroses exposicions en diferents ciutats, tant portugueses com a l'estranger. Les seves obres es van poder contemplar amb més freqüència a Madrid, París i Rio de Janeiro. El seu treball també va gaudir d'una aproximació a l'impressionisme. Va ser el primer president que va tenir la Sociedade Nacional de Belas Artes portuguesa i va rebre la Gran Creu de l'Orde de Santiago. A Caldas da Rainha es va crear un museu amb el seu nom el 1933, l'any de la seva mort.

## Algunes obres

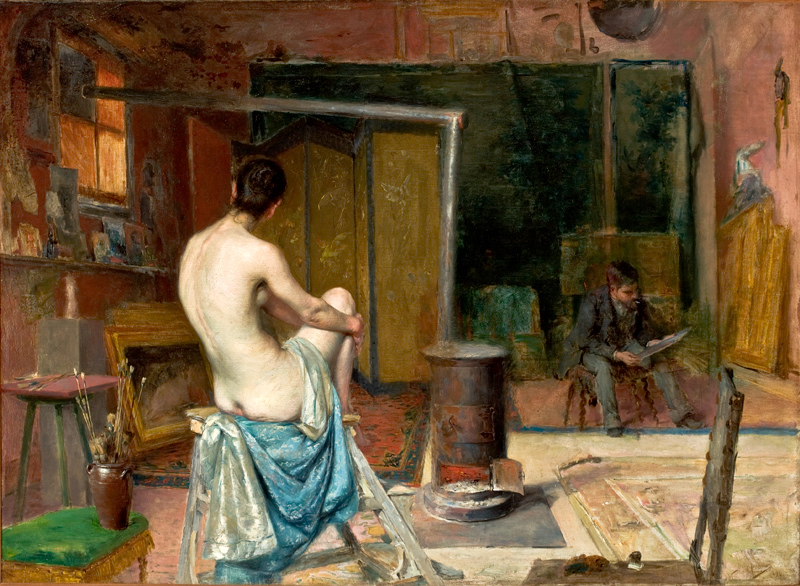
O Ateliê do Artista (1893/4) Oli sobre tela. (93×127) Museu d'art de Sao Paulo.
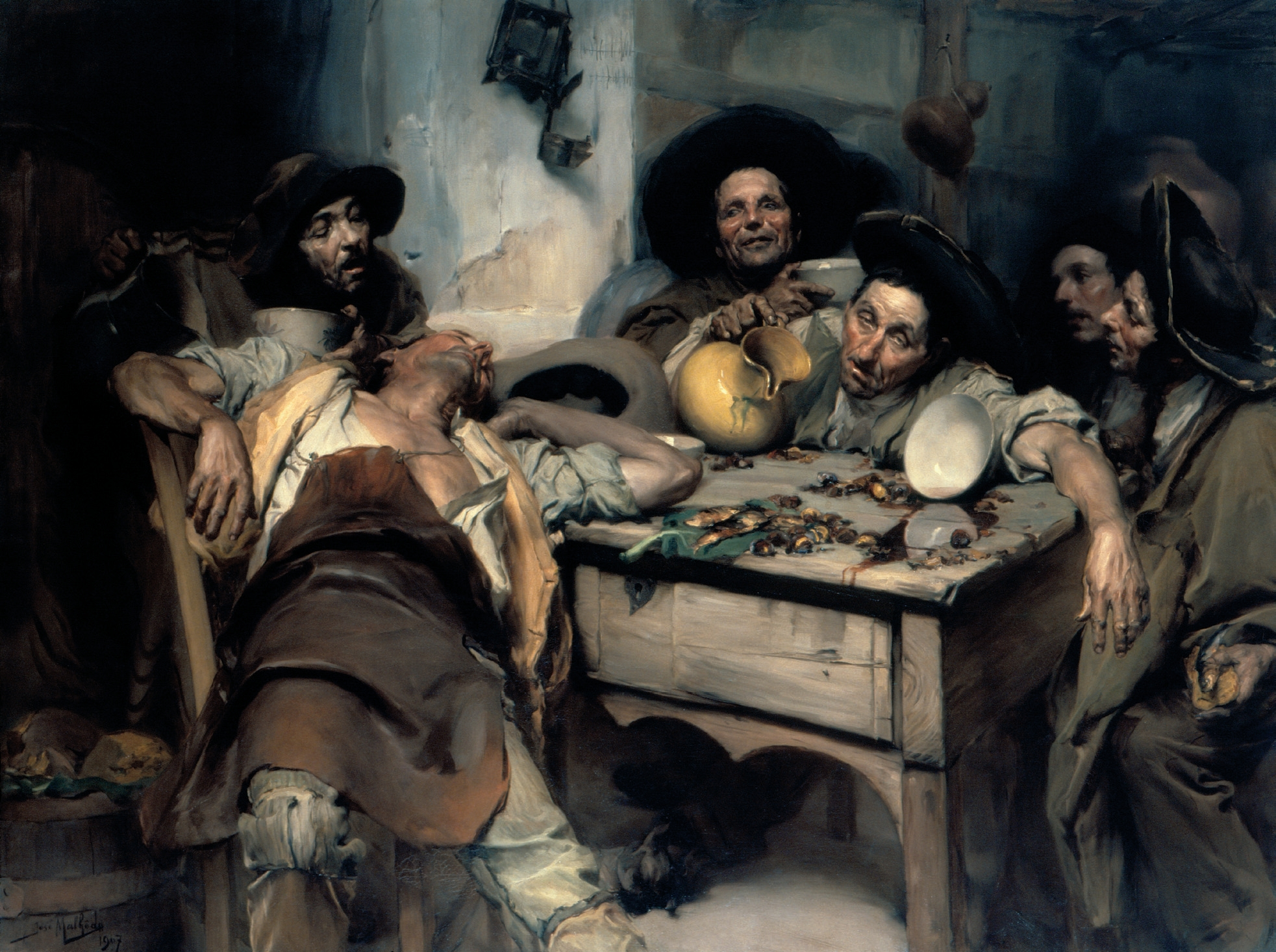
Os Bêbados (1907) Oli sobre tela. (150×200) Museu de José Malhoa.
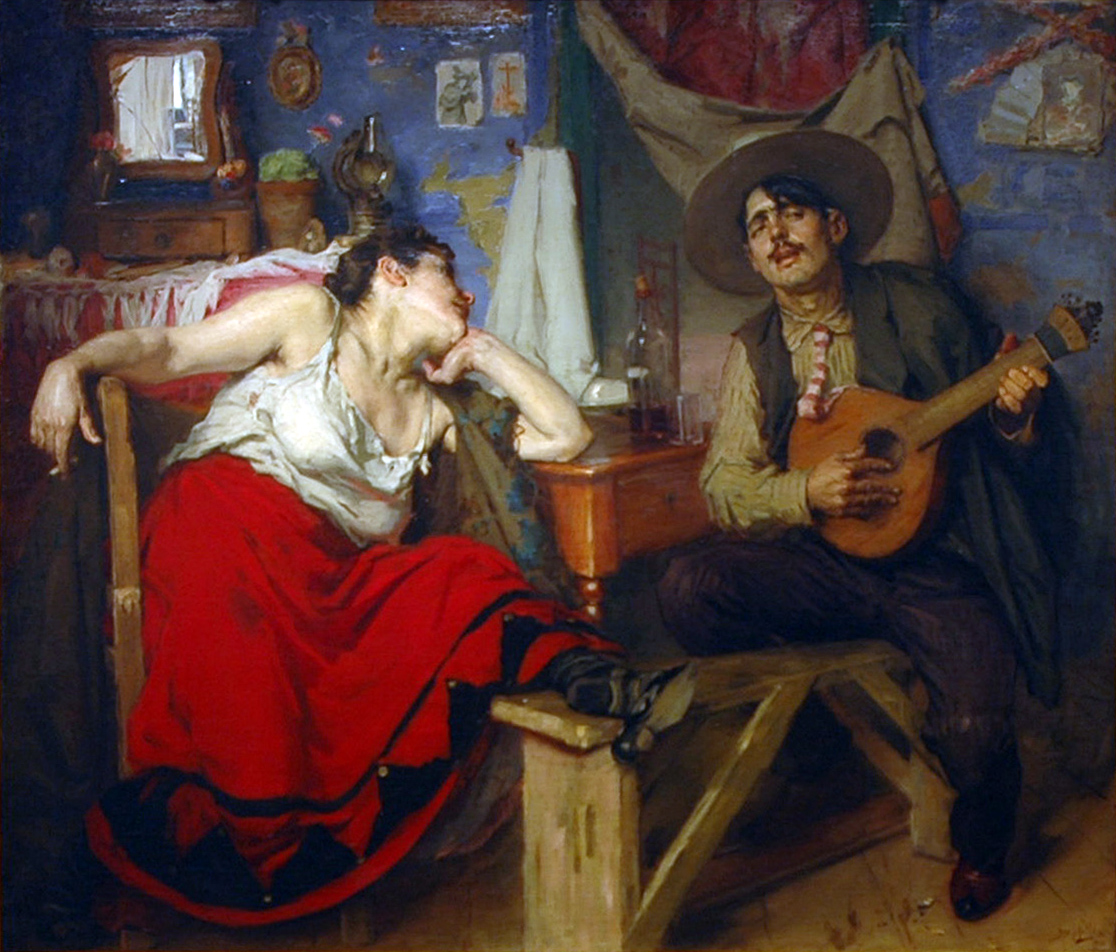
O Fado (1910) Oli sobre tela. (150×183) Museu de la ciutat de Lisboa.
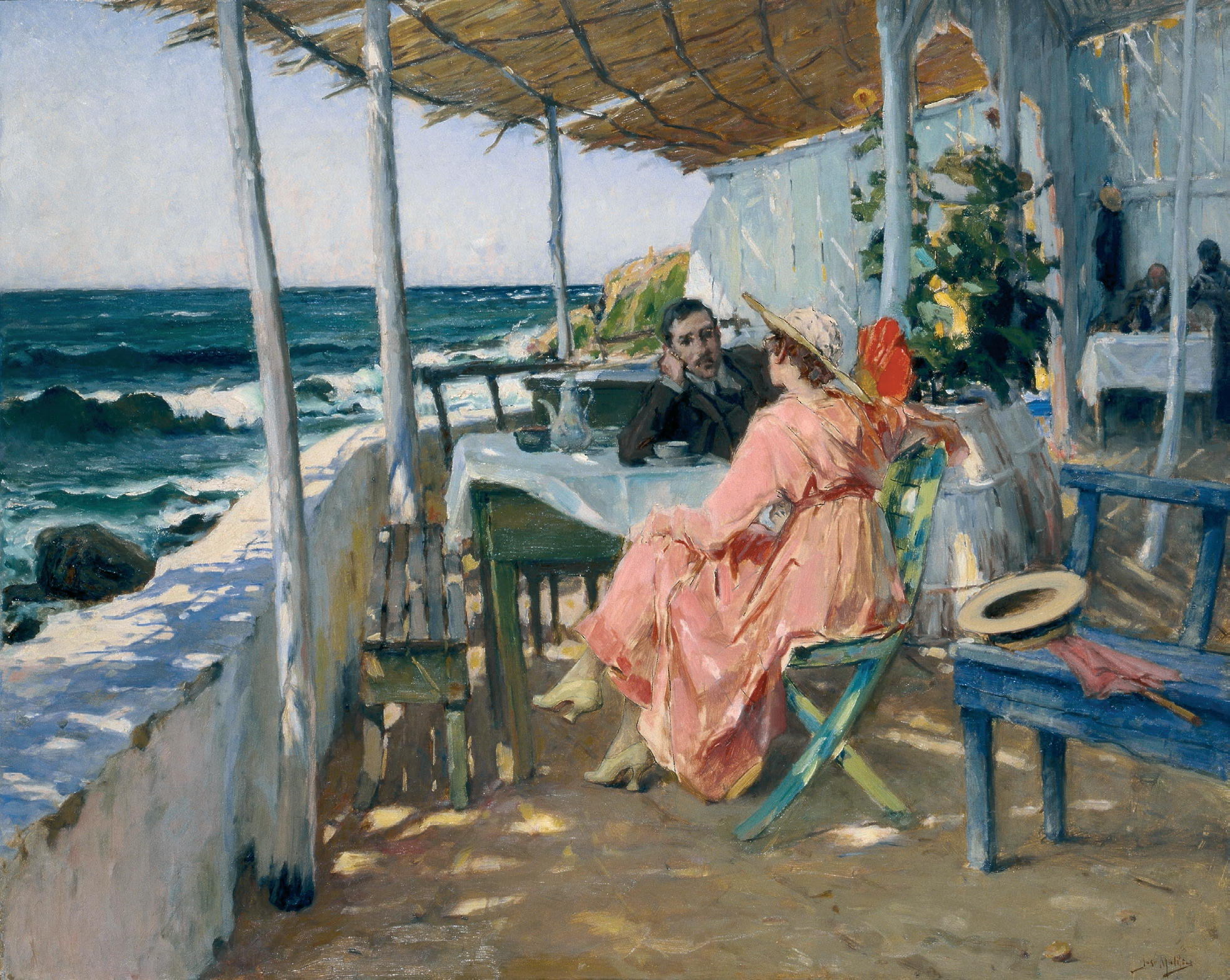
Praia das Maçãs (1918) Oli sobre fusta. (69×87) Museu de Chiado a Lisboa.
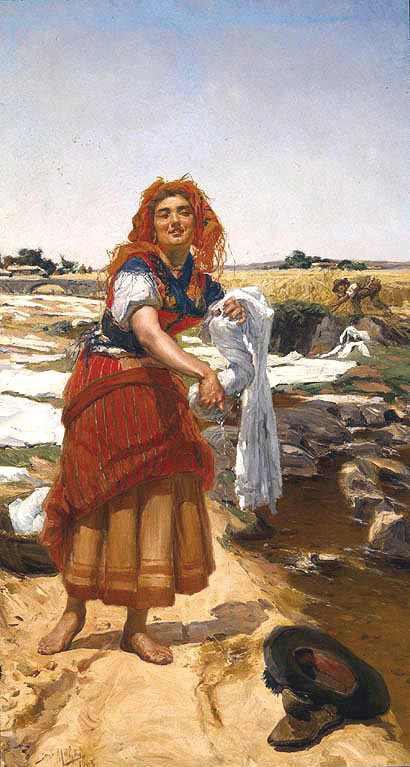
Clara (1918) Oli sobre tela. (244×134) Museu de Chiado a Lisboa.
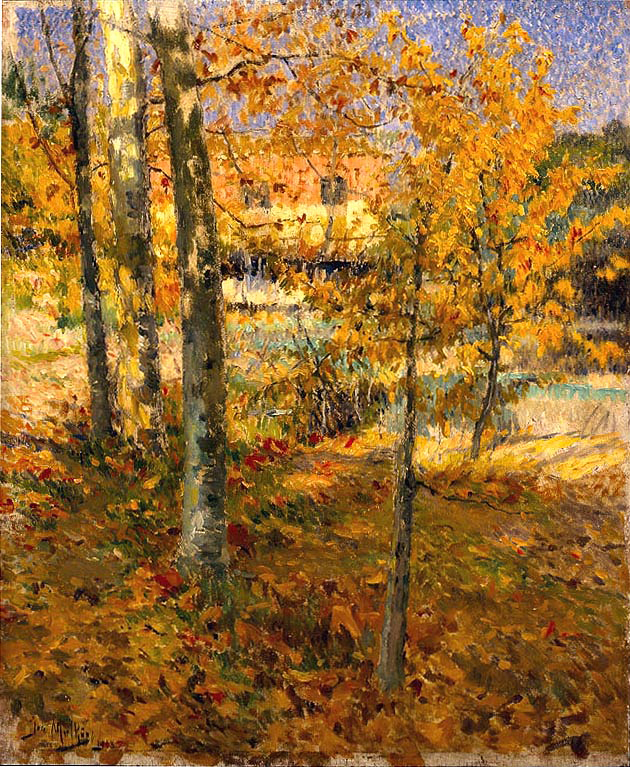
Outono (1919) Oli sobre fusta. (46×38) Museu de Chiado a Lisboa.
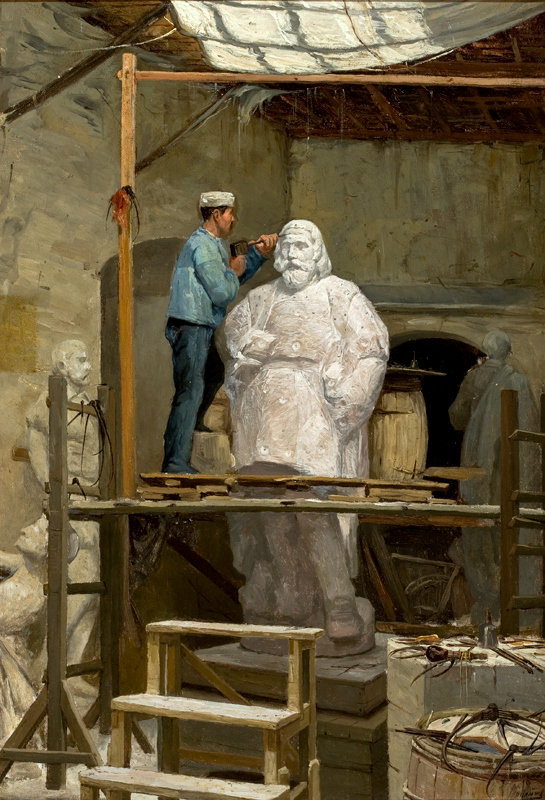
O Ateliê do Estatuário Simões de Almeida (1883) Oli sobre fusta. (65×45) Museu d'art de Sao Paulo.